# Нинослав Марина
Нинослав Марина(рођен, 25. септембра, 1974. у Скопље, СФРЈ) је Ректор “Универзитета информатичких наука и технологија” у Охриду. 

## Биографија
По завршетку студија на “Факултету за електронику” у саставу УКИМ-а у Скопљу, одбранио је своју докторску дисертацију на “Федералној Школи за Политехнику” у Лозани 2004.
Марининов докторски рад односи се на примењеној информатичкој теорији у бежичним комуникацијама, и исти је реализован у партнерству са “Истраживачким центром Нокије” у Хелсинкију. Од 2005- 2007, Нинослав Марина ради као Директор истраживања и развоја у „Совун технологије“ (Sowoon Technologies). Од 2007- 2008, Марина ради као пост-докторски истраживач на „Универзитету на Хавајима“ у Маноји. Током 2008. и 2009. године, Марина ради као пост-докторски истраживач у „Универзитету у Осло“. У периоду између 2010. и 2012. године, Нинослав Марина је визитинг пост-докторски истраживач сарадник на Принстону, где још увек има наведену позицију.

## Научна достигнућа
Професор Марина је предавао на око двадесет универзитета у свету, укључујући Унверзитете у САД,Јапан, Велиој Британији,Израелу, Русији, Бразилу, Хонгконгу, Норвешку, Финску, Португалији и Чешку. Марина бележи одлична постигнућа и искуство у обезбеђивању приступа до финансије преко искорисћавања јавних инструмената за финснирање комерцијалних и научних истраживачких пројеката, као што су: “Швајцарска комисија за технологије и иновације“; „Швицарска национална фондација o науци“; „Европску комисију“ и „Европску свемирску агенцију“.
Марина је био ангажован као експерт у процесу евалуације у оквиру 6-те и 7-ме оквирне програме Европске Комисије. Д-р Марина је члан „Института електро и електроничких инжињера“ (Institute of Electrical and Electronics Engineers - IEEE]),и је један од ко-оснивача “Македонске секције Друштва о информатичкој теорији” у оквиру Института електро и електротехничких инжињера.